# Brian Fowler
Brian Andrew Fowler (Christchurch, 13 september 1962) is een voormalig wielrenner uit Nieuw-Zeeland die vanaf 1984 viermaal achtereen deelnam aan de Olympische Zomerspelen. Hij won medailles op vier verschillende Gemenebestspelen, waaronder een gouden medaille op de individuele tijdrit in 1990. Fowler won ook enkele etappekoersen in Europa. In 2002 werd de 40-jarige Fowler door de organisatoren van de Ronde van Southland geëerd vanwege zijn recordaantal deelnames (14).

## Belangrijkste resultaten
1982
 Ploegenachtervolging op de Gemenebestspelen
1985
Eindklassement Ronde van Southland
1986
 Wegwedstrijd Gemenebestspelen
Eindklassement Ronde van Southland
1987
Eindklassement Ronde van Southland
1988
 Nieuw-Zeelands kampioen op de weg, Elite
Eindklassement Ronde van Southland
1989
 Nieuw-Zeelands kampioen op de weg, Elite
Eindklassement Ronde van Southland
Eindklassement Ronde van Wellington
1990
Eindklassement Ronde van Southland
Eindklassement Ronde van Wellington
1991
Eindklassement Hessen Rundfahrt
Eindklassement Ronde van Wellington
1992
Eindklassement Ronde van Southland
Eindklassement Ronde van Wellington
1994
 Wegwedstrijd Gemenebestspelen
Eindklassement Sachsen Tour
1995
 Nieuw-Zeelands kampioen tijdrijden, Elite
Eindklassement Ronde van Southland
2002
3e etappe Ronde van Southland